# Starý Harcov
Starý Harcov (deutsch Alt Harzdorf oder Altharzdorf) ist ein Ortsteil von Liberec in Tschechien. Er liegt östlich von Liberec in einem Tal zwischen den Ausläufern des Isergebirges und dem Proschwitzer Kamm (Prosečský hřeben).

## Geographie
Zusammen mit den Ortslagen Siebenhäuser, Hofeberg und Aloisienhöhe reicht das Dorf bis nach Lukášov (Luxdorf) und Hraničná (Gränzendorf) im Osten. Im Norden reicht Starý Harcov bis nach Bedřichov und Rudolfov, im Westen nach Ruprechtice und Liberec und im Süden grenzt es an Rochlice, Vratislavice nad Nisou und Kunratice. 
Bewässert wird Starý Harcov durch einige Gebirgsbäche, die im Isergebirge entspringen und sich in der Mitte des Ortes vereinigen. Der bedeutendste hat seinen Anfang beim Weberberg, fließt als Lukášovský potok (Luxdorfer Flössl) durch Nový Harcov, wird verstärkt durch den Bach vom Steinernen Tisch und vereinigt sich dann in der Ortsmitte mit den aus den „Drei Zippeln“ kommenden Flössel Křemenný potok zum Harcovský potok (Harzdorfer Bach), der in die Talsperre Harcov mündet und von dort in die Lausitzer Neiße geleitet wird. 
Vom Norden bis nach Osten ist Starý Harcov in einem weiten Bogen von bewaldeten Berghängen umgeben, der Žulový vrch (Hoher Berg) im Norden mit dem Schmiedstein, Rollberg mit den Meß- und Läutsteinen, der Maliník (Himbeerberg), Brandberg, Bärstein, Klášterní vrch (Klosterberg), Jezevčí vrch (Leimberg) und Kotel (Kesselstein). Nördlich befindet sich die Výšina (Heinrichshöhe, 547 m) mit dem Aussichtsturm Liberecká výšina (Liebiegwarte).
Zwischen den einzelnen Ortsteilen befinden sich bewaldete Stellen. Für  Wanderer wurde ein verzweigtes Wegenetz mit Ruheplätzen und Ruhebänken geschaffen. Auch Einkehrmöglichkeiten, die früher Namen wie „Luderhäusl“, „Zum Halben Wagen“, „Buttleischänke“ und „Pudelmütze“ trugen, bestehen.

## Geschichte
Das Dorf wurde 1540 erstmals urkundlich erwähnt. Die ersten Siedler kamen in eine unwirtliche Gegend, die teilweise mit Urwald bedeckt war. Der Grundherr Rulko von Biberstein ließ durch Lokatoren Siedler anwerben, denen dann Grund und Boden gegen Entgelt überlassen wurde. Die ersten Siedler waren wahrscheinlich Köhler, Harzkratzer und Bauern.
Der erste Lokator, der auch als Gründer von Harzdorf gilt, hieß „Hartmann“ und das Dorf Hartmannsdorf. Später wurde die Bezeichnung in Hartelsdorf, Hartzdorf und schließlich Harzdorf geändert. Neben den Zimmerleuten waren zunächst Strumpfwirker in Alt Harzdorf ansässig. Die Strumpfwirkerei erlebte Ende des 18. Jahrhunderts eine Blüte, die dann durch einen Börsenkrach in Wien beendet wurde. 1869 hatte Alt Harzdorf 2201 Einwohner, im Jahre 1900 waren es 2673.
Auch Industrie wurde im Orte ansässig, denn Wasserkraft war ausreichend vorhanden. Nach starken Regenfällen und Wolkenbrüchen brachen mehrmals verheerende Hochwasser über das Tal herein, die schließlich zwischen 1902 und 1904 den Bau der Harzdorfer Talsperre an der Stadtgrenze zu Reichenberg notwendig machten.
Nach dem Münchner Abkommen wurde die Gemeinde Teil des Deutschen Reiches und gehörte zuerst zum Landkreis Reichenberg. Am 1. Mai 1939 wurde Alt Harzdorf nach Reichenberg eingemeindet. 1950 lebten in Starý Harcov 2381 Menschen. 1980 war die Einwohnerzahl auf 3730 gewachsen und 1991 erreichte sie mit 7727 ihren Höchstwert. Sei 1976 bildet Starý Harcov den Stadtteil Liberec XV. Im Jahre 2001 bestand der Ort aus 639 Häusern, in denen 7196 Menschen lebten.

## Ortsgliederung
Der Stadtteil Liberec XV-Starý Harcov besteht aus den sechs Grundsiedlungseinheiten Aloisina výšina (Aloisienhöhe), Harcov I, Harcov II, Kunratická, Starý Harcov und Wolkerova. Starý Harcov bildet einen Katastralbezirk.

## Persönlichkeiten
- Heinrich Baudisch (1905–1992), tschechoslowakisch-deutscher Maler und Grafiker
- Erhard Lange (1929–2017), deutscher Philosoph